# 나미라가극단
나미라가극단(羅美羅歌劇團)은 한국의 극단이다. 컬럼비아 소속으로, 개명 전의 이름은 컬럼비아 레코드 악단이다.
한국의 오리지널 가극을 공연물로 정하고 활동했다. 설의식(薛義植), 서항석(徐恒錫)이 중심이 되어 순수 향토적인 우리 민속물을 레퍼토리로 하여 도쿄(東京),  오사카(大阪) 등지에서도 공연을 가졌다.   주요 멤버로는 문예부에 채정근(蔡廷根, 납북)·박노홍(朴魯洪, 극작가), 작곡에 안기영(安基永, 월북), 기획에 최무성(崔茂盛), 가수로는 송진혁(宋鎭爀)·임천수(林千壽)·박용구(朴容九), 소프라노에는 성애라(成愛羅)·이성운(李成雲)·윤부길(尹富吉)·계수남(桂壽男) 등이었고, 악장(樂長)에는 김흥산(金興山) 등이 활약하였다.